# 제73회 베네치아 국제 영화제

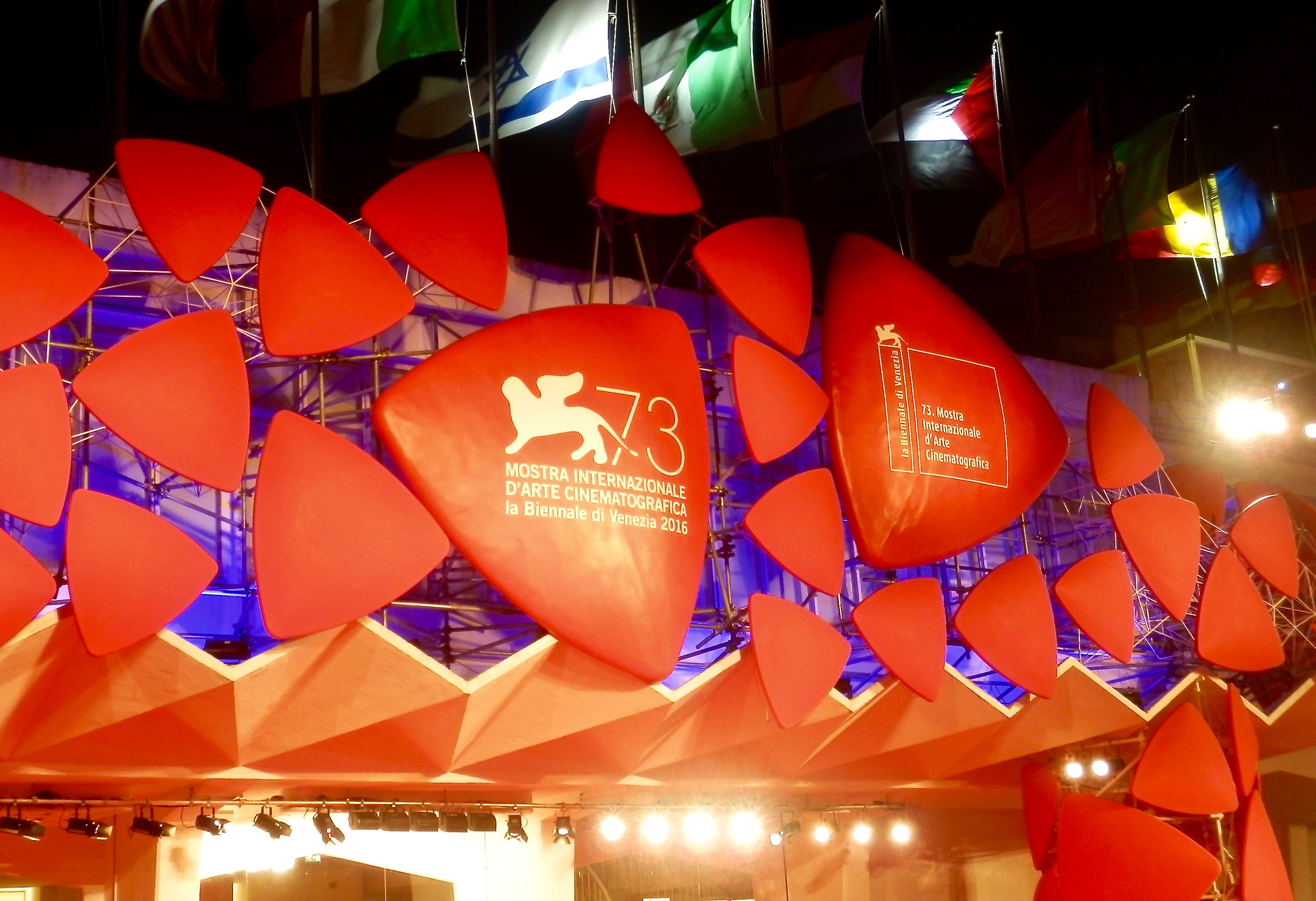

제73회 베네치아 국제 영화제는 2016년 8월 31일에 열린 시상식이다. 2016년 8월 31일부터 9월 10일까지 개최되었다.
영국 영화감독 샘 멘데스가 본 대회 심사위원장을 맡았다. 개막작은 데이미언 셔젤의 뮤지컬 '라라랜드', 폐막작은 앤트완 퓨콰의 서부극 '매그니피센트 7'이었다.
황금사자상은 라브 디아스 감독의 영화 '떠나간 여인(The Woman Who Left)'에 수상됐다.
이번 페스티벌에서는 베니스 프로덕션 브릿지(Venice Production Bridge)라는 새로운 프로젝트가 소개되었다. 새로운 프로젝트는 업계 전문가를 유치하고 영화, 인터넷, 시리즈, 가상 현실 및 진행 중인 작품에 대한 독창적인 프로젝트에 중점을 두어 개발 및 제작을 돕기 위한 것이다. 2012년부터 시작된 베니스필름마켓(Venice Film Market)과도 연계해 진행된다. 아프리카 국가의 오리지널 영화 자금 조달을 돕기 위한 파이널 컷 인 베니스(Final Cut in Venice), 베니스 갭 파이낸싱 마켓(Venice Gap-Financing Market) 등의 프로젝트도 그 범위에 포함된다.

## 수상 및 후보

### 황금사자상
- 떠나간 여인 - 라브 디아스 수상

### 은사자상-감독상
- 파라다이스 - 안드레이 콘찰로프스키 수상
- 언테임드 - 아마트 에스칼란테 수상

### 심사위원대상
- 녹터널 애니멀스 - 톰 포드 수상

### 볼피컵 여우주연상
- 라라랜드 - 엠마 스톤 수상

### 볼피컵 남우주연상
- 우등시민 - 오스카 마티네즈 수상

### 심사위원 특별상
- 더 배드 배치 - 애나 릴리 아미푸르 수상

### 골든오셀라 각본상
- 재키 - 노아 오픈헤임 수상

### 특별공로상
- 쟝 뽈 벨몽도 수상
- 제르지 스콜리모우스키 수상

### 공로상
- 아미르 나데리 수상

### 마르첼로 마스트로얀니 상
- 프란츠 - 폴라 비어 수상

### 미래의 사자상
- The Last of Us - 알라 에딘 슬림 수상

### 오리종티 상-단편
- 보이즈 페르디다 - 마르셀로 마르티네시 수상

### 오리종티 상-심사위원특별상
- 빅 빅 월드 - 레하 에르뎀 수상

### 오리종티 상-특별 언급
- 리베라미 - 페레리카 디 자아코모 수상

### 오리종티 상-감독상
- 홈 - 피엔 트로치 수상

### 오리종티 상-각본상
- BITTER MONEY - 왕빙 수상

### 오리종티 상-특별 여자 연기자상
- 더 퓨리 오브 어 페이션트 맨 - 루스 디아즈 수상

### 오리종티 상-특별 남자 연기자상
- 사오 호르헤 - 누노 로페스 수상

### 오리종티 상-유럽단편상
- AMALIMBO - Juan Pablo Libossart 수상

### 로레알 파리 영화 상
마틸드 기올리 수상

### PERSOL 상
리브 슈라이버 수상

### 베니스 클래식 상 - 다큐멘터리
- LE CONCOURS - 클레르 시몽 수상

### 베니스 클래식 상 - RESTORED
- 브레이크업 - 마르코 페레리 수상

### 비경쟁부문
- OUR WAR - BRUNO CHIARAVALLOTI 외 2명
- 아임 콜드 힘 모건 - 캐스퍼 콜린
- 원 모어 타임 왓츠 필링 - 앤드류 도미닉
- 더 블리더 - 필리프 팔라도
- 매그니피센트 7 - 안톤 후쿠아
- 핵소 리지 - 멜 깁슨
- 더 저니 - 닉 햄
- 더 바디 아티스트 - 브누와 쟉꼬
- 밀정 - 김지운
- 간츠:O - 야스시 가와무라
- 아우스테를리츠 - 세르히 로즈니차
- ASSALTO AL CIELO - 프란체스코 문지
- 몬테 - 아미르 나데리
- 토마소 - 킴 로지 스튜어트
- 사파리 - 울리히 사히들
- AMERICAN ANARCHIST - CHARLIE SISKEL
- THE YOUNG POPE (EPISODI I E II) - 파올로 소렌티노
- 플라네타륨 - 레베카 즐로토브스키
- INSEPARABLES - 마르코스 카르네발레
- FRANCA: CHAOS AND CREATION - 프란체스코 카로지니
- 승부 없는 싸움 - 제임스 프랭코
- 그물 - 김기덕
- L’ESTATE ADDOSSO - 가브리엘 무치노
- 마이펫의 이중생활 - 크리스 리노드 외 2명
- ROBINU - MICHELE SANTORO
- MY ART - LAURIE SIMMONS

### 오리종티 경쟁부문
- LE RESTE EST LEUVRE DE L묱OMME - DORIA ACHOUR
- TARDE PARA LA IRA - 라울 아레발로
- DADYAA - BIBHUSAN BASNET 외 1명
- STANZA 52 - MAURIZIO BRAUCCI
- KING OF THE BELGIANS - 피터 브로센 외 1명
- LAAVOR ET HAKIM (THROUGH THE WALL) - 라마 버쉬테인
- MOLLY BLOOM - CHIARA CASELLI
- LIBERAMI - FEDERICA DI GIACOMO
- SAMEDI CINEMA - MAMADOU DIA
- KOCA DUNYA (BIG BIG WORLD) - REHA ERDE
- COLOMBI - LUCA FERRI
- ON THE ORIGIN OF FEAR - BAYU PRIHANTORO FILEMON
- 굿 뉴스 - 지오바니 푸무
- RUAH - FLURIN GIGER
- CE QUI NOUS ELOIGNE - WEI HU
- 우행녹 - 이시카와 케이
- SRECNO, ORLO! (GOOD LUCK, ORLO!) - SARA KERN
- MAUDITE POUTINE - 칼 르뮤
- AMALIMBO - JUAN PABLO LIBOSSART
- MIDWINTER - 제이크 마하피
- LA VOZ PERDIDA - MARCELO MARTINESSI
- SAO JORGE - 마르코 마틴스
- DAWSON CITY: FROZEN TIME - 빌 모리슨
- REPARER LES VIVANTS - 카텔 퀼레베레
- WHITE SUN - DEEPAK RAUNIYAR
- MALARIA - PARVIZ SHAHBAZI
- 500,000 PEE (500,000 YEARS) - CHAI SIRIS
- KEKSZAKALLU - GASTON SOLNICKI
- 다크 나이트 - 팀 서튼
- PRIMA NOAPTE (FIRST NIGHT) - ANDREI TANASE
- 홈 - 피엔 트로치
- DIE EINSIEDLER - 로니 트록커
- IL PI - MICHELE VANNUCCI
- BOYS IN THE TREES - 니콜라스 베르소
- KU QIAN - BING WANG

### 베니스 클래식
- 이벤트 인 어 클라우즈 챔버 - 아심 아흘루왈리야
- 맨하탄 - 우디 앨런
- UN DIALOGO CON ERMANNO OLMI - ALESSANDRO BIGNAMI
- 프리티 포이즌 - 노엘 블랙
- 보제토 논 트로포 - 마르코 본파티
- 돈 - 로베르 브레송
- 에브리바디 고 홈 - 루이지 코멘치니
- PERCHE SONO UN GENIO! LORENZA MAZZETTI - STEFANO DELLA CASA 외 1명
- 어롱 포 더 라이드 - 닉 에벨링
- 브레이크업 - 마르코 페레리
- 건방진 꼬마 - 존 포드
- VIAGGIO NEL CINEMA IN 3D - UNA STORIA VINTAGE - JESUS GARCÈS LAMBERT
- 더 그레잇 새크리파이스 - 파이트 할란
- 뉴욕행 열차 20세기 - 하워드 혹스
- 산중전기 - 호금전
- 아쿠아 에 주케로: 카를로 디 팔마 델라 비타 - 파리보즈 캄카리
- 7인의 사무라이 - 구로사와 아키라
- 런던의 늑대 인간 - 존 랜디스
- 자얀데 루드의 밤 - 모흐센 마흐말바프
- 파리의 도적 - 루이 말
- 검은 눈동자 - 니키타 미할코프
- DAVID LYNCH THE ART LIFE - JON NGUYEN 외 2명
- CINEMA FUTURES - MICHAEL PALM
- 알제리 전투 - 질로 폰테코르보
- 1848 - 디노 리시
- 여인의 향기 - 디노 리시
- 새벽의 저주 - 조지 로메로
- LE CONCOURS - 클레르 시몽
- ZA ONDEKOZA - KATO TAI
- STALKER - ANDREJ TARKOVSKIJ
- 시티 스탠드 트라이얼 - 루이지 잠파

### 비엔날레 컬리지 시네마
- ORECCHIE - 알레산드로 아로나디오
- 바라나시 - 슈브하시슈 부티아니
- UNA HERMANA (ONE SISTER) - SOFIA BROCKENSHIRE 외 1명
- LA SOLEDAD - 호르헤 티엘렌 아르만드

### 국제 비평가 주간
- [[PAGLIACCI [SPECIAL EVENT – OPENING SHORT FILM]]] - MARCO BELLOCCHIO
- NOTTURNO - FATIMA BIANCHI
- PRANK - 벵상 비론
- DODICI PAGINE - RICCARDO CARUSO 외 3명
- ATLANTE 1783 - MARIA GIOVANNA CICCIARI
- LE ULTIME COSE - IRENE DIONISIO
- COLAZIONE SULL'ERBA - EDOARDO FERRARO
- VANILLA - ROSSELLA INGLESE
- DRUM - EYWAN KARIMI
- ALICE - CHIARA LEONARDI
- SINGING IN GRAVEYARDS - BRADLEY LIEW
- PREVENGE - 앨리스 로우
- LOS NADIE (THE NOBODIES) - JUAN SEBASTIAN MESA
- ERA IERI - VALENTINA PEDICINI
- JOURS DE FRANCE - JEROME REYBAUD
- ARE WE NOT CATS - XANDER ROBIN
- AKHER WAHED FINA (THE LAST OF US) - ALA EDDINE SLIM

### 베니스 데이즈
- YOU NEVER HAD IT. AN EVENING WITH BUKOWSKI - MATTEO BORGARDT
- CAFFÈ (COFFEE) - 크리스티아노 보르토네
- IL PROFUMO DEL TEMPO DELLE FAVOLE - 마우로 카푸토
- THE WAR SHOW - ANDREAS DALSGAARD 외 1명
- LA RAGAZZA DEL MONDO - MARCO DANIELI
- INDIVISIBIL - 에도아르도 데 안젤리스
- VANGELO - 피포 델보노
- ROCCO - 티에리 데마이지에르
- PARIENTE (GUILTY MEN) - IVAN D. GAONA
- HJARTASTEINN (HEARTSTONE) - 구두문두르 아르나르 구드문드손
- NE GLEDAJ MI U PIJAT (QUIT STARING AT MY PLATE) - 하나 주식
- [[#11 SEED [WOMEN’S TALES]]] - 가와세 나오미
- SAMEBLOD (SAMI BLOOD) - 아만다 커넬
- [[#12 THAT ONE DAY [WOMEN’S TALES]]] - CRYSTAL MOSELLE
- POLINA, DANSER SA VIE - VALERIE MULLER 외 1명
- PAMILYA ORDINARYO - EDUARDO ROY, JR.
- 얼웨이즈 샤인 - 소피아 타칼
- HOUNDS OF LOVE - 벤 영
- ZAI JIAN WA CHENG (THE ROAD TO MANDALAY) - MIDI Z

### 특별 프로그램
- LIBERI DENTRO - AMBROGIO CRESPI
- REM - TOMAS KOOLHAAS
- EL VENDEDOR DE ORQUIDEAS - LORENZO VIGAS

### Venezia 73
- 더 배드 배치 - 애나 릴리 아미푸르
- UNE VIE - 스테판 브리제
- 라 라 랜드 - 데이미언 셔젤
- 더 라잇 비트윈 오션스 - 데릭 시엔프랜스
- EL CIUDADANO ILUSTRE - MARIANO COHN 외 1명
- SPIRA MIRABILIS - 마시모 다놀피 외 1명
- ANG BABAENG HUMAYO (THE WOMAN WHO LEFT) - 라브 디아스
- LA REGION SALVAJE - 아마트 에스칼란테
- 녹터널 애니멀스 - 톰 포드
- PIUMA - 론 존슨
- RAI - 안드레이 콘찰로프스키
- 브림스톤 - 마틴 쿨호벤
- 온 더 밀키 로드 - 에미르 쿠스투리차
- 재키 - 파블로 라라인
- 보이지 오브 타임 - 테렌스 맬릭
- EL CRISTO CIEGO - CHRISTOPHER MURRAY
- 프랑소와 오종 - 프란츠
- GIUSEPPE PICCIONI - 주세페 피치오니
- ARRIVAL - 드니 빌뇌브
- WIM WENDERS